# Micaela Perera
Micaela Perera Díaz (Montevideo, 20 de febrero de 1970- ) es una ceramista y pintora uruguaya.

## Biografía
Nació en Montevideo pero entre 1975 y 1985, ella y su familia vivieron en España debido al exilio político que sufrieron sus padres. Proviene de una familia de artistas, es hija de Eva Díaz Torres (hija del escultor Eduardo Díaz Yepes y de Olimpia Torres), y bisnieta del maestro del constructivismo Joaquín Torres García.
Su formación comenzó con su madre y luego de autodidactica. Asistió al taller de escultura de José M. Pelayo, y  a cursos con Rodrigo Fló y se formó como soldadora en los Talleres Don Bosco en Montevideo, Uruguay.
Es docente de cerámica y en 1999, fundó los talleres de Formación artística Museo Torres García junto José M. Pelayo, Gabriel Bruzzone y Miguel Fernández.
Ha desarrollado especialmente la técnica del rakú y expone individualmente desde 2004;

## Exposiciones
- Serendipia una exposición de Micaela Perera y José M. Pelayo. (octubre, 2024)
- Bordes internos. Espacio Dodecá (mayo, 2024)
- Caminantes del aire. Museo Torres García (octubre 2010)[2]